# Penobscot megye
Penobscot megye az Amerikai Egyesült Államokban, azon belül Maine államban található. Megyeszékhelye és legnagyobb városa Bangor. Lakosainak száma 152 199 fő (2020. április 1.). Penobscot megye Piscataquis, Aroostook, Washington, Hancock, Waldo és Somerset megyékkel határos.

## Népesség
A megye népességének változása:
| Lakosok száma | 153 826 | 153 776 | 153 509 | 153 364 | 152 692 | 152 199 |
|               | 2010    | 2011    | 2012    | 2013    | 2015    | 2020    |